# Bundesautobahn 559
Die Bundesautobahn 559 (Abkürzung: BAB 559) – Kurzform: Autobahn 559 (Abkürzung: A 559) – verläuft von Süden her in Verlängerung der A 59 vom Dreieck Porz nach Köln-Vingst. Sie kreuzt die Bundesautobahn 4 am Kreuz Köln-Gremberg.
Von Köln-Vingst führt die ebenfalls als Autobahn ausgebaute nordrhein-westfälische Landesstraße 124 weiter nach Köln-Deutz. Da dieser Abschnitt nicht zur Bundesautobahn gehört, besitzt er weiße anstatt der typischen blauen Beschilderung und ist nicht als A 559 beschildert.
Die A 59 zweigt am Dreieck Porz zum Dreieck Heumar ab, wo sie in die A 3/A 4 (Kölner Ring) einfädelt. Dieser Abzweig wurde Anfang der 1980er-Jahre freigegeben, um das Kreuz Köln-Gremberg zu entlasten.
2015 wurde in Köln am Deutzer Ring die Neubaubrücke der B 55 über die L124 begonnen. Der Neubau war bereits Ende Dezember 2016 abgeschlossen (ursprünglich geplant Mitte 2017) und hielt den geplanten Kostenrahmen ein.